# Mozarildo Cavalcanti

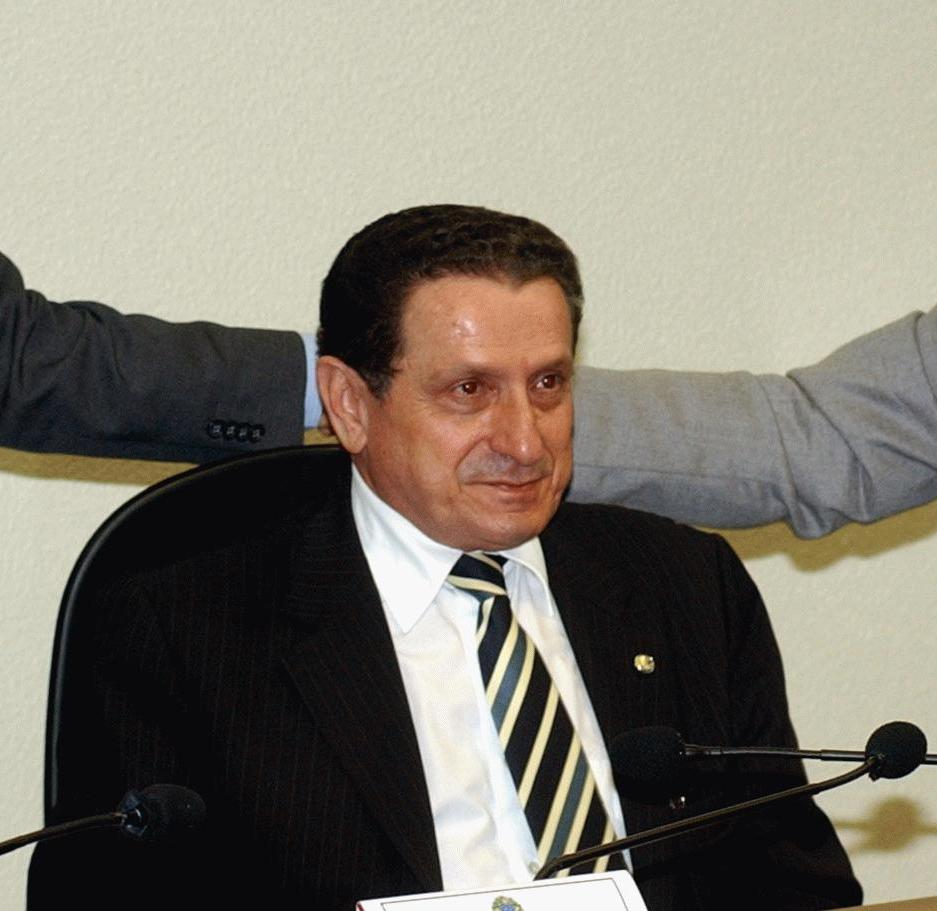
Mozarildo Cavalcanti

Mozarildo de Melo Cavalcanti (Boa Vista, Roraima, 11 de junio de 1944) es un político brasileño. Fue senador por el senador por el estado de Roraima por dos mandatos consecutivos, entre 1999 y 2015. Está afiliado al Partido Laborista Brasileño (PTB).
Formado como médico ha ocupado diversos cargos relacionados con su trabajo, como director de varios hospitales o secretario de Salud de Roraima. En cuanto a cargos políticos, ha sido diputado federal en dos ocasiones: 1983-1987 y 1987-1991. En 1999 fue elegido senador con el 37,42% de los votos válidos. Es el líder del PTB en el senado y preside la subcomisión permanente del Amazonas. En las elecciones del 2006 fue reelegido como senador con el 55% de los votos.
- Datos: Q9035555
- Multimedia: Mozarildo Cavalcanti / Q9035555